# Полуотворена средна незакръглена гласна
Полуотворената средна незакръглена гласна е вид гласен звук, използван в някои говорими езици. Символът в Международната фонетична азбука, който представлява този звук, е огледално обърнат латинизиран вариант на гръцкия малък епсилон, ɛ. В българския той е сходен със звука, обозначаван с „е“, но с по-задно произнасяне на езика.
Полуотворената средна незакръглена гласна се използва в езици като английски (bird, [bɜːd]), идиш (ענלעך‎, [ˈɛnlɜχ]).